# 베이비시터 클럽 (2020년 드라마)
《베이비시터 클럽》(영어: The Baby-Sitters Club)은 넷플릭스에서 2020년 7월부터 2021년 10월까지 방영된 미국의 드라마이다.